# Championnat de La Réunion de football 1983
Le Championnat de La Réunion de football 1983 est la 34e édition de la compétition, remportée par la SS Saint-Pauloise.

## Classement
| Rang | Équipe                  | Pts | J  | G  | N  | P  | Bp | Bc | Diff |
| ---- | ----------------------- | --- | -- | -- | -- | -- | -- | -- | ---- |
| 1    | SS Saint-Pauloise       | 51  | 22 | 11 | 7  | 4  | 37 | 21 | +16  |
| 2    | FC Ouest (C)            | 51  | 22 | 13 | 3  | 6  | 35 | 24 | +11  |
| 3    | USSA Léopards           | 51  | 22 | 11 | 7  | 4  | 39 | 25 | +14  |
| 4    | CS Saint-Denis          | 50  | 22 | 9  | 10 | 3  | 47 | 33 | +14  |
| 5    | JS Saint-Pierroise      | 45  | 22 | 9  | 5  | 8  | 26 | 22 | +4   |
| 6    | SS Saint-Louisienne (T) | 45  | 22 | 9  | 5  | 8  | 27 | 26 | +1   |
| 7    | SS Patriote             | 42  | 22 | 7  | 6  | 9  | 22 | 28 | -6   |
| 8    | CS Sainte-Marie         | 41  | 22 | 8  | 3  | 11 | 31 | 34 | -3   |
| 9    | AS Saint-Philippe       | 41  | 22 | 6  | 7  | 9  | 31 | 36 | -5   |
| 10   | US Bénédictine          | 40  | 22 | 6  | 6  | 10 | 28 | 32 | -4   |
| 11   | US Possession (P)       | 33  | 22 | 2  | 7  | 13 | 17 | 42 | -25  |
| 12   | ASC Monaco (P)          | 33  | 22 | 3  | 5  | 14 | 23 | 50 | -27  |

|  | Barrage pour la relégation |
|  | Relégation en 2e division  |

### Tournoi pour le titre
Comme la SS Saint-Pauloise, le FC Ouest et l'USSA Léopards terminent tous les trois avec 51 points, et comme le goal average n'est pas un critère pour établir la position des deux équipes, un mini-tournoi est nécessaire pour départager les trois équipes. 
- SS St Pauloise 1-0 FC Ouest
- FC Ouest 4–1 USSA Léopards
- SS St Pauloise 2–0 USSA Léopards

La SS Saint-Pauloise avec deux victoires est déclarée champion.

### Barrage pour la relégation
Dans une confrontation aller/retour, le 10e de D1 affronte le 3e de D2 pour une place en D1 la saison suivante. 
- US Bénédictine (D1) 1–2 SS Excelsior (D2)

Le SS Excelsior monte en D1, et alors que l'US Bénédictine doit descendre en D2, la saison suivante est étendue à treize club, ce qui fait que l'US Bénédictine reste en D1.